# Acasă (film din 1984)
Acasă este un film românesc din 1984 regizat de Constantin Vaeni. Rolurile principale au fost interpretate de actorii Șerban Ionescu, Ilarion Ciobanu și Oana Pellea.

## Distribuție
- Dan Puric — Lazăr
- Remus Mărgineanu — Manta
- Gheorghe Visu — Augustin
- Dana Dogaru — Iordana
- Roxana Ionescu — Andreea
- Șerban Ionescu — Petre Vârlan
- Dan Condurache — Sile
- Oana Pellea — Crina
- Ilarion Ciobanu — Moș Culai
- Bujor Macrin — Zugravu
- Valentin Teodosiu — Ionașcu

## Primire
Filmul a fost vizionat de 1.478.290 de spectatori în cinematografele din România, după cum atestă o situație a numărului de spectatori înregistrat de filmele românești de la data premierei și până la data de 31 decembrie 2014 alcătuită de Centrul Național al Cinematografiei.
- 1985 - ACIN - Diplomă de onoare (Oana Pellea)